# 臺中市北屯區文心國民小學
臺中市北屯區文心國民小學（簡稱文心國小）為臺灣臺中市北屯區的一所國民小學。

## 歷史
- 1990年3月1日：第一期校舍工程完成發包。
- 1990年4月7日：由林柏榕市長主持第一期校舍工程開工典禮。
- 1990年10月15日：奉教育廳函正式核准設立「臺中市北屯區文心國民小學」，並由市政府委派本市仁愛國民小學校長陳泉坤先生為籌備主任，積極進行各項設校工作。
- 1992年2月1日：臺中市政府委派文山國小校長初福文為該校首任校長，積極籌劃開辦事宜。
- 1992年8月28日：舉行校舍落成啟用典禮暨創校酒會。
- 1995年5月31日：活動中心暨文心館竣工。

## 歷任校長
1. 初福文：1992年2月1日－1997年7月31日
2. 許顯宗：1997年8月1日－2002年1月31日
3. 蔡政明：2002年2月1日－2008年7月31日
4. 饒彩彬：2008年8月1日－2016年7月31日
5. 陳怡婷：2016年8月1日－2024年7月31日
6. 柯志明：2024年8月1日－現任

## 知名校友
- 簡廷芮
- 吳東霖
- 彭王維

## 外部連結
- 臺中市北屯區文心國民小學 （页面存档备份，存于）